# دوزو
دوزو، توکورا، تسوچی‌کورا (به ژاپنی: 土倉) شخصی بود که در دوره کاماکورا و دوره موروماچی در ژاپن نوعی مؤسسه مالی رباخواری، تقریباً شبیه آنچه امروزه به نام پاون شاپ (سمساری) شناخته می‌شود، را اداره می‌کرد. این شخص در ازای گرفتن وثیقه‌های از قبیل، زمین، اشیای با ارزش یا کالا، با بهره زیادی، پول به اشخاص قرض می‌داد.